# ریتیکونکا
ریتیکونکا (به اسپانیایی: Riticunca) یک کوه در پرو است که در پرو واقع شده‌است. ریتیکونکا ۵٬۰۰۰ متر بالاتر از سطح دریا واقع شده‌است.